# Brisinga alberti
Brisinga alberti is een negenarmige zeester uit de familie Brisingidae.
De wetenschappelijke naam van de soort werd in 1906 voor het eerst gepubliceerd door Walter Kenrick Fisher. De soort werd beschreven aan de hand van materiaal dat tijdens een tocht met het onderzoeksschip Albatross in voorjaar en zomer van 1902 was opgedregd van dieptes tussen 319 en 500 vadem (583 tot 914 meter) bij Hawaï uit water met een temperatuur van 41°F (5°C). Het type-materiaal kwam van een locatie bij het eiland Niihau, dezelfde plek waar ook het type-materiaal van Brisinga panopla vandaan komt. In totaal werden in 1902 bij Hawaï 4 exemplaren en wat verspreide fragmenten verzameld. De soort werd door de auteur vernoemd naar zijn vader, de ornitholoog Albert Kenrick Fisher.